# Макаду (Пенсилванија)
Макаду (енгл. McAdoo) град је у америчкој савезној држави Пенсилванија.

## Демографија
По попису из 2010. године број становника је 2.300, што је 26 (1,1%) становника више него 2000. године.
| Група             | 2000.         | 2010.         |
| Белци             | 2.254 (99,1%) | 2.062 (89,7%) |
| Афроамериканци    | 2 (0,1%)      | 21 (0,9%)     |
| Азијати           | 1 (0,0%)      | 7 (0,3%)      |
| Хиспаноамериканци | 15 (0,7%)     | 195 (8,5%)    |
| Укупно            | 2.274         | 2.300         |